# 제주특별자치도기
제주특별자치도기는 대한민국 제주특별자치도를 상징하는 기이다. 현재 사용되고 있는 기는 2009년 4월 20일에 제정되었다.

## 디자인
하얀색 바탕 가운데에 제주특별자치도의 공식 로고가 그려져 있고 로고 하단에 "제주특별자치도"라는 은색 글자가 쓰여져 있다. 기 하단에는 좌우로 길쭉하게 뻗은 파란색, 주황색, 초록색 반원이 그려져 있다. 제주특별자치도의 공식 로고는 제주특별자치도를 뜻하는 "Jeju"라는 로마자를 바탕으로 하여 제작되었는데 제주특별자치도를 대표하는 가치, 비전을 담고 있는 것이 특징이다. 파란색 반원은 태평양과 마주하고 있는 제주특별자치도의 깨끗한 바다를, 초록색 반원은 제주특별자치도의 영산인 한라산을, 주황색 반원은 유네스코 세계자연유산을 보유한 국제 자유 도시인 제주특별자치도의 떠오르면서 커가는 21세기의 비전을 나타낸다.
제주특별자치도의 공식 로고에 그려진 수평선 디자인에서 볼 수 있는 붓 터치는 평등이라는 가치에 기반한 제주특별자치도의 정신, 유네스코 세계자연유산에 빛나는 제주특별자치도의 자연을 나타낸다. 검정색은 제주특별자치도에서 볼 수 있는 현무암에서 파생된 색인데 제주특별자치도의 강인함, 전통을 지키고 발전시켜 나가는 제주특별자치도민의 문화를 나타낸다. 파란색은 제주특별자치도의 바다와 생물권보전지역을, 초록색은 한라산과 제주특별자치도의 푸른 자연을, 주황색은 제주특별자치도가 특별자치도로서 갖는 미래 지향적인 가치, 제주특별자치도의 우뚝 솟는 희망을 나타낸다.

### 색상
| 색상    | 하양        | 검정     | 파랑       | 주황       | 초록        | 은색        |
| ------- | ----------- | -------- | ---------- | ---------- | ----------- | ----------- |
| CMYK    | 0–0–0–0     | 0–5–4–78 | 99–35–0–24 | 0–46–80–4  | 100–0–24–33 | 3–3–0–54    |
| RGB     | 255–255–255 | 56–53–54 | 2–126–194  | 245–132–49 | 0–171–130   | 114–114–117 |
| 웹 색상 | #FFFFFF     | #373435  | #027EC2    | #F58430    | #00AC83     | #727376     |

## 과거의 기 (1969년 ~ 2009년)

제주특별자치도기 (1969년 11월 5일 ~ 2009년 4월 19일)

1969년 11월 5일부터 2009년 4월 19일까지 사용된 제주특별자치도기는 왼쪽 상단에 하얀색 직각삼각형이, 오른쪽 하단에 파란색 직각삼각형이 그려져 있고 하얀색 직각삼각형 안에 3개의 구름 무늬를 가진 빨간색 원형 고리가 그려져 있다.
하얀색 직각삼각형은 하늘을, 파란색 직각삼각형은 숭고한 한라산과 땅을 나타낸다. 3개의 물결 무늬를 가진 빨간색 원형 고리는 태양을 나타낸다. 빨간색 구름 무늬는 제주특별자치도에서 볼 수 있는 거센 물결, 무극(無極, 영원함)을 나타낸다. 3개의 빨간색 구름 무늬는 삼다도(三多島, 돌·바람·여자가 많은 섬), 삼무도(三無島, 도둑·거지·대문이 없는 섬)라는 별명으로 부르는 제주특별자치도를 나타낸다.
이 기는 2000년대에 들어 일본의 무사 가문에서 사용되던 도모에 문양과 유사하다는 논란이 제기되었다. 이에 따라 제주특별자치도는 2009년에 제주특별자치도기와 관련된 조례를 개정하여 교체했다.
| 색상    | 하양        | 파랑       | 빨강      |
| ------- | ----------- | ---------- | --------- |
| CMYK    | 0–0–0–0     | 100–53–0–0 | 0–71–81–0 |
| RGB     | 255–255–255 | 0–119, 255 | 255–74–48 |
| 웹 색상 | #FFFFFF     | #0077FF    | #FF4A31   |

## 같이 보기
- 제주특별자치도의 상징

## 참고자료
- 자치법규정보시스템 - 제주특별자치도 상징물 관리 및 사용 조례
- 자치법규정보시스템 - 제주특별자치도기 조례